# 張啟樂
張啟樂（英語：Ben Cheung Kai Lok，1979年7月18日—），原名張嘉倫，香港男演員及節目主持人。前亞洲電視男藝員，前漢傳媒旗下藝人，前DBC數碼電台DJ。畢業於聖公會諸聖小學（1990年上午校）以及聖公會諸聖中學（1995年中五），2020年定居臺灣，2021年3月開始經營個人YouTube頻道，分享在臺灣的生活。
2024年10月12日，以在臺灣主持的中央廣播電臺電台節目《台味超有港》獲頒第59屆廣播金鐘獎生活風格節目獎。

## 廣播節目

### DBC數碼電台
- 《大家「真」風騷》 逢星期一至星期五 10:00-13:00 DBC 數碼1台旗艦台
- 《娛樂真風騷》 逢星期六、日 12:00-14:00 DBC 數碼1台旗艦台

### 臺灣高雄主人電台FM96.9
- 《包公出差中》改版 逢星期日 20:00
- 《紅眼班機台港航線》逢星期日 19:00 星期二 02:00

### 臺灣臺南線上電台FM90.3
- 《台港風情畫》逢星期日 06:00

### 臺灣中央廣播電臺
- 《台味超有港》
- 《香港仔ON AIR—講男講女講乜鬼》

## 電視節目

### 綜藝節目

#### 亞洲電視
- 開心大發現（2004-2005）
- 微播天下（2012）
- ATV2012感動香港人物推選（2012）

#### 奇妙電視
- 身醫管II（2018）

#### ViuTV
- 返鄉下（2018）
- 社內相親（2023）
- 島嶼協奏曲（2024）

### 娛樂節目（亞洲電視）
- 亞洲星光大道 星級舞鬥（2012）

### 電視劇（亞洲電視）
- 暴風型警  飾  邱銘
- 子是故人來
- 萬家燈火
- 美麗傳說2星願  飾  遲星天
- 情陷夜中環  飾  畢成輝
- 危險人物 之 人頭公仔頭   飾   何文卓
- 情陷夜中環2   飾  崔小龍
- 香港奇案實錄 之 老千計死人財  飾  鄧大膽

### 電視劇（中國大陸）
- 仁者黃飛鴻  飾  牙擦蘇

### 電視劇（無綫電視）
- 風雲天地 飾 周景成 (Ben Chow)
- 賭城群英會 飾 張啟生 (Alex)

### 電視劇（邵氏兄弟）
- 飛虎之潛行極戰 飾 周梓揚

### 電視劇（台灣）
- 搜尋者  飾 曹龍生

### 電視劇（其他）
- 火速救兵 - 護愛 飾 阿全
- 社內相親 飾 張寶文

## 電影
- 《中華賭俠》
- 《唔該借歪》
- 《六樓后座》
- 《蜜桃成熟時3之蜜桃仙子》
- 《我的麻煩老友》
- 《心寒》  飾  Ben
- 《PTU女警之偶然陷阱》
- 《最愛女人購物狂》
- 《神鎗手與智多星》
- 《我的老婆是賭聖》  飾   古住枝
- 《有隻殭屍暗戀你》  飾   阿勝
- 《唐伯虎衝上雲霄》  飾   唐伯虎
- 《大手牽小手》 飾 Ben
- 《雙魂》
- 《犯罪現場》飾 Keeper
- 《金不厭詐》
- 《撕票風雲》 飾 大偉
- 《周處除三害》飾 香港仔的手下
- 《空姐復仇記》 飾

## 相關新聞
- 在台灣發亮！ 港仔男星來台2年霸喊落地生根願景 （页面存档备份，存于）
- 港仔男星來台2年 先用10年了解寶島文化 （页面存档备份，存于）
- 愛死台灣了！港版叫賣哥拿到健保卡　發展滿1年「曝心願」